# Giuseppe Levi (banchiere)
Giuseppe Levi (Venezia, 4 luglio 1830 – Milano, 19 gennaio 1909) è stato un banchiere e filantropo italiano.

## Biografia
Giuseppe Levi nacque a Venezia da Emanuele Levi e Elena Pesaro. Abitava a Venezia in S. Marziale 3466.
Nel 1848-49 sostenne la Repubblica di San Marco che si era ribellata agli Austriaci e partecipò alla sua difesa e a quella di Vicenza nell'artiglieria Bandiera e Moro ottenendo una medaglia di onorificenza.
In seguito alla repressione che seguì al ritorno degli austriaci dovette lasciare Venezia ed andò in esilio ad Alessandria d'Egitto, insieme ad altri patrioti.
Qui abitò per circa 40 anni diventando direttore della Banca d'Egitto ad Alessandria. La Banca d'Egitto era controllata da banchieri inglesi ma aveva il diritto esclusivo di emettere moneta e divenne più tardi la Banca Nazionale Egiziana.
Nel 1849 la comunità italiana in Egitto contava 10.000 persone, inizialmente prevalentemente esuli politici; ad essi si aggiunse, attorno al 1860, una seconda ondata di emigranti, ingegneri, tecnici e operai attirati dai lavori per la realizzazione del canale di Suez. Nel 1882, quando con il bombardamento di Alessandria iniziò l'occupazione inglese dell'Egitto, la comunità italiana era di 18.000 persone, di cui il 70% risiedeva ad Alessandria.
La comunità aveva i propri tribunali e Levi fu nominato giudice consolare. Ricevette anche l'onorificenza di Commendatore dell'Ordine Imperiale Ottomano di Megidies.
Intorno al 1890 Levi ritornò in Italia e scelse Milano come sua residenza. Già nel 1879 aveva acquistato la cascina Taliedo dall'ing. Siro Daccò, nella zona dell'attuale viale Ungheria, lungo la vecchia via Paullese, ma risiedeva prima in via Dante 7 e poi in via Aurelio Saffi 14. La rivendette nel 1907 alla Società Immobiliare Lombardo Veneta che nel 1910 creò nell'area il primo aeroporto di Milano, il campo di aviazione di Taliedo.
In Italia ricevette il titolo di cavaliere dei SS. Maurizio e Lazzaro e di Ufficiale e Commendatore della Corona d'Italia.
Nel 1899 morì “dopo lunghissima ed atrocissima malattia” la moglie Luisa Levibram, nata a Pisa nel 1843, da cui ebbe i figli Arturo, Giorgio e Matilde. Matilde sposò il pittore Vittorio Agostino Castagneto (1875-1958), vincitore di un premio della Biennale di Venezia. Giorgio, diplomatico di carriera, fu ministro plenipotenziario onorario del Regno d'Italia a Parigi dal 1910 al 1930 dove morì senza figli.
Fu ottimo amico dei banchieri Lazzaro Donati, suo esecutore testamentario, e Moise Jarach, suo vicino di casa in via Saffi 17 e tutore del Prof. Arturo Levi, figlio di Giuseppe interdetto per motivi di salute.
Nel 1904, cinque anni prima di morire, decise di regalare una casa al Comune di Milano, come ricovero dei poveri senza tetto senza distinzione di religione. Pensava probabilmente alle tre religioni cattolica, ebraica e musulmana che aveva conosciuto.
Nella lettera che scrisse il 21 agosto 1904 al Comune, Levi scrisse:
Acquistò la casa di via Cicco Simonetta 15 dalla famiglia Daccò e la donò con lo stesso atto notarile al Comune di Milano. La casa valeva allora 97.000 lire, pari circa a 600 milioni di lire. Il Corriere della Sera pubblicò la notizia dell'accettazione della donazione da parte della giunta municipale il 26 ottobre 1904 e lo definì “filantropo donatore”. Gli affitti rendevano 10.000 lire, pari a 60 milioni di lire, gli inquilini erano 60.
Nell'atto di donazione il sindaco Barinetti esprimeva i sensi di gratitudine del Comune al generoso donatore e si impegnava a porre sulla facciata una lapide rammendante il nome del generoso donatore e lo scopo al quale la donazione fu condizionata.
Nella seduta del Consiglio Comunale del 10 ottobre 1904 il consigliere Siebanech propose che Levi fosse iscritto fra i benemeriti del Comune.
Nel 1906 si costituì a Milano un Comitato promotore di ricoveri notturni che fu riconosciuto nel 1907 come Ente Legale di Beneficenza ed assunse il nome di Opera Pia Comm. Giuseppe Levi per i ricoveri notturni gratuiti di Milano sotto la presidenza del consigliere comunale Emanuele Castoldi.
Con l'assenso di Levi il Comune donò la casa di via Cicco Simonetta 15 all'Opera Pia, indicata nello statuto tra i mezzi di cui poteva disporre. L'Opera Pia possedeva anche una casa in via Francesco Soave 17 che poteva ospitare gratuitamente 400 persone indigenti di ambo i sessi, di cui 262 uomini, 88 donne e 50 ragazzi (dalla guida Savallo del 1939/40). Nell'atto di donazione del 12 marzo 1908 l'Opera Pia si assumeva l'onere di conservare la precedente lapide e di “provvedere con una nuova lapide a ricordare la nuova destinazione patrimoniale della casa”. Questa è la lapide che non è più leggibile.

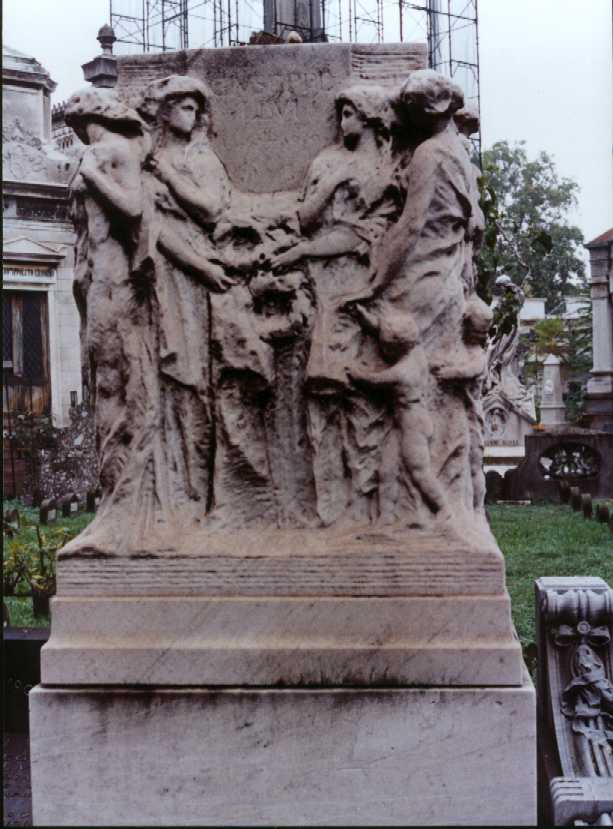
Tomba di Giuseppe Levi

Il 19 gennaio 1909 Giuseppe Levi morì a Milano all'età di 78 anni, lasciando un'ulteriore donazione all'Opera Pia, oltre che al Pane Quotidiano di Milano, al Pio Istituto dei Rachitici, alla Fraterna Misericordia di Venezia, alla Comunità Israelitica per gli asili infantili e per i poveri israeliti, alla Casa Militare Umberto 1° per i Veterani di Turate (CO) a cui lasciò le sue onorificenze della prima guerra di indipendenza.
Il necrologio del Corriere della Sera del 21 gennaio 1909 è intitolato “La morte di un filantropo”: traccia una breve storia della sua vita e scrive che “il cardinale arcivescovo, che nutriva per l'estinto viva amicizia, volle visitarlo negli ultimi giorni della sua malattia”. Si trattava del Cardinal Ferrari, e questo scritto evidenzia l'apertura di Levi verso tutte le religioni.
Nel testamento Levi chiede che i funerali “siano semplicissimi come semplicemente ho vissuto, né fiori né partecipazioni particolari”. Fu sepolto nel reparto israelitico del Cimitero Monumentale.

## La casa di via Cicco Simonetta 15 a Milano
Nel 1932, su invito del segretario del Partito Nazionale Fascista e del Prefetto, la casa di via Cicco Simonetta fu riacquistata dal Comune di Milano per destinarla alla istituzione di nuovi ricoveri notturni ed entrò a far parte del patrimonio delle case popolari di affitto del Comune. L'Opera Pia fu poi sciolta nel 1940 con la creazione dell'Ente Comunale di Assistenza, a cui fu conferita la casa di via Soave 17, che ora non esiste più.

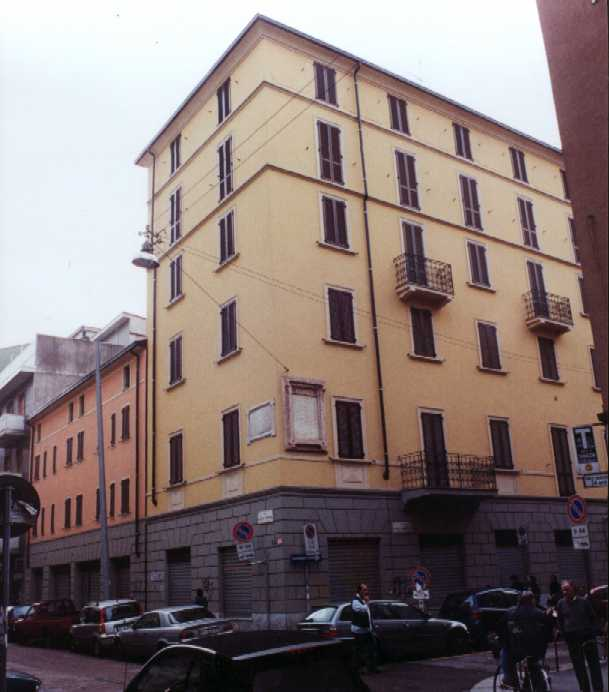
Casa di via Cicco Simonetta 15, Milano

La casa di via Cicco Simonetta 15 è all'angolo di via Cicco Simonetta con via Gaudenzio Ferrari: sulla facciata ci sono ancora le due lapidi, una è illeggibile, l'altra ricorda che la casa è stata donata nel 1904 al Comune di Milano da Giuseppe Levi come ricovero dei poveri senza tetto. La lapide è stata collocata “a ricordare l'atto munifico di chi non attese la spogliatrice morte per volgere al pubblico bene la ricchezza”.

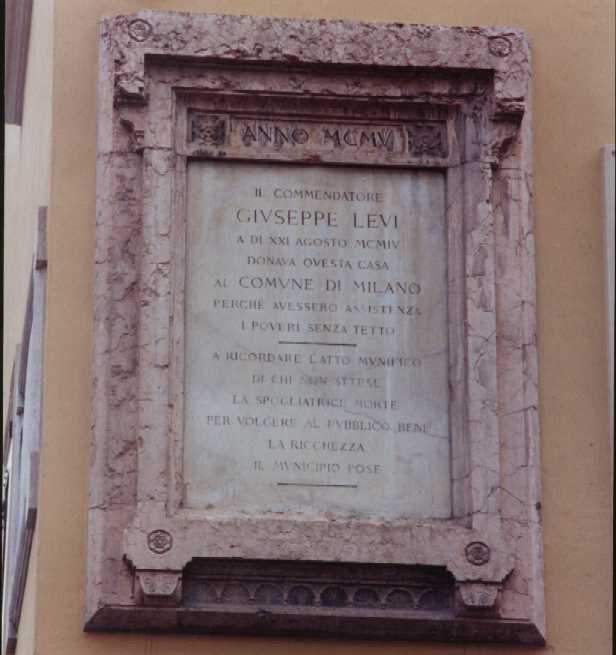
Lapide sulla casa di via Cicco Simonetta 15

La casa è di 5 piani e contiene 24 unità immobiliari; costruita nel 1884 e ampliata nel 1904, è stata da poco ristrutturata ma è ancora completamente vuota, anche i negozi sono chiusi.
Il Comune la vuole vendere per acquistare una casa popolare più grande in periferia, dove i prezzi sono più bassi.
La pronipote scrisse nel 2005 una lettera al Comune chiedendo che il Consiglio Comunale voglia rispettare il lascito e non autorizzare la vendita, richiamando il Sindaco e la Giunta Comunale al rispetto della volontà di un filantropo del secolo scorso e disponendo che gli alloggi, vuoti da tempo, vengano assegnati agli aventi diritto.
“Mi piacerebbe, scrisse, che questa casa diventasse il simbolo della coabitazione di persone di religione e origine diversa, a rappresentare la natura ormai multietnica della nostra città, prevista cento anni prima da mio bisnonno.”

### Fonti
- atto di donazione dell'11/10/1904 (Notaio Antonio Menclozzi, rep. 10629/17467))
- verbale della seduta della giunta municipale di Milano del 9/9/1904 di accettazione della donazione
- verbale della seduta straordinaria del Consiglio Comunale di Milano del 10 ottobre 1904 con la ratifica dell'accettazione della donazione e lettera del Comm. Giuseppe Levi
- decreto del Prefetto di Milano del 28/9/1904
- verbale della seduta ordinaria del Consiglio Comunale del 31 gennaio 1907 di ratifica di convenzione col comm. Levi per il passaggio della casa all'Opera Pia comm. Giuseppe Levi
- verbale della seduta straordinaria del Consiglio Comunale del 9 aprile 1907 per il riconoscimento di personalità giuridica e approvazione statuto dell'Opera Pia comm. Giuseppe Levi per i ricoveri notturni gratuiti
- atto di donazione del 12/3/1908 (Notaio Antonio Menclozzi, rep. 12559/20317)
- testamento olografo del 15/7/1908 pubblicato il 22/1/1909 (Notaio Antonio Menclozzi, rep. 12979)
- deliberazione podestarile del 2/5/1932 allegata all'atto di vendita del 30/12/1932 (Notaio Giuseppe Pedalino, rep. 17276)